# Capacidad de intercambio catiónico
La capacidad de intercambio catiónico (CIC) es la capacidad que tiene un suelo para retener y liberar iones positivos, gracias a su contenido en arcillas y materia orgánica. Las arcillas están cargadas negativamente, por lo que suelos con mayores concentraciones de arcillas exhiben capacidades de intercambio catiónico mayores. A mayor contenido de materia orgánica en un suelo aumenta su CIC.

Concepto de CIC

## Capacidad de intercambio catiónico
La capacidad de intercambio catiónico (CIC) es la propiedad de un sólido para cocinar cationes de la fase líquida, intercambiándolos por una cantidad equivalente de otros cationes. En el sistema sólido-líquido se establece un equilibrio dinámico entre los cationes de la solución y los adsorbidos en los puntos activos de la superficie. De forma similar se puede definir una capacidad de intercambio aniónico (CIA) para medir los equilibrios de adsorción de aniones.
También puede ser definida como las cargas negativas por unidad de cantidad de coloide que es neutralizada por cationes de intercambio.
El valor de la CIC varía con las condiciones de medida (pH, relación suelo/agua, concentración de sales...) por lo que se mide en condiciones normalizadas siguiendo la norma UNE-EN ISO 11260:2011.  El método consiste en saturar la superficie del suelo con bario y, posteriormente, añadir una cantidad conocida de magnesio que se intercambie con el bario de forma cuantitativa. La medida del magnesio que queda en disolución permite calcular el valor de la CIC.
La capacidad de intercambio, generalmente, se expresa en términos de centimoles de carga positiva por kg de suelo. La denominación mili equivalente por 100 gramos o meq/100 g no sigue las normas actuales de la IUPAC, si bien se sigue empleando y, a efectos prácticos, ambas unidades tienen el mismo valor numérico.
Un peso equivalente es igual al peso atómico dividido entre la valencia:
| elemento; | peso atómico | valencia | peso equivalente |
| --------- | ------------ | -------- | ---------------- |
| Ca        | 40,08        | 2        | 20,04            |
| Mg        | 24,31        | 2        | 12,16            |
| K         | 39,1         | 1        | 39,1             |
| Na        | 22,99        | 1        | 22,99            |

En el laboratorio la CIC se mide en términos de la suma de las concentraciones en partes por millón (ppm) de los cationes desplazados, estos valores son convertidos a meq/100 g de la forma siguiente:
meq/100 g= ppm del catión /(peso equivalente x 10)
A continuación se indican los números de los pesos usados para lo conversión de cationes a valores de miliequivalentes:
| 200 ppm Ca | 1 meq Ca/100 g coloide |
| 120 ppm Mg | 1 meq Mg/100 g coloide |
| 390 ppm K  | 1 meq K/100 g coloide  |
| 10 ppm H   | 1 meq H/100 g coloide  |
| 230 ppm Na | 1 meq Na/100 g coloide |

Los excesos de sales, sales libres o compuestos alcalinos que no forman parte del complejo de intercambio catiónico, pero que aparecen en los resultados de las pruebas, alteraran los resultados de la CIC.

## Capacidad de intercambio catiónico en los suelos
Los cationes de mayor importancia con relación al crecimiento de las plantas son el calcio (Ca), magnesio (Mg), potasio (K), amonio (NH4+), sodio (Na) e hidrógeno (H). Los primeros cuatro son nutrientes y se encuentran involucrados directamente con el crecimiento de las plantas. El sodio y el hidrógeno tienen un pronunciado efecto en la disponibilidad de los nutrientes y la humedad. En los suelos ácidos, una gran parte de los cationes son hidrógeno y aluminio en diversas formas.
También contribuyen a la CIC las clases, cantidades y combinaciones de los minerales arcillosos y las cantidades de materia orgánica y su estado de descomposición. Los cationes no son retenidos con las mismas energías de enlace. Los sitios de intercambio de la materia orgánica, solo enlazan en forma débil a los cationes. Las arcillas con gran capacidad de intercambio tienden a enlazar los cationes bivalentes como el Ca++ y el Mg++, con más energía que el K+. Esta característica puede afectar la disponibilidad de los nutrientes. Los suelos con arcillas caoliníticas tienen una menor energía de enlace y, por lo tanto, para un nivel analítico determinado o un porcentaje de saturación de un elemento se mostrará una disponibilidad relativa mayor.
Si la CIC está neutralizada principalmente por calcio, magnesio, potasio y sodio, se dice que está saturada de bases. Sin embargo, si los cultivos o el lixiviado han removido la mayor parte de los cationes básicos, el suelo está bajo saturación de bases o alto en saturación ácida. Las cantidades totales de cationes ácidos relativas a la CIC son una medida de la saturación ácida. Esta también es una medida de las necesidades de encalado de un suelo (aplicar cal).